# Édouard Rosset-Granger
Paul-Édouard Rosset-Granger (Vincennes, 9 luglio 1853 – Parigi, 26 luglio 1934) è stato un pittore francese.

## Biografia
Rosset-Granget visse ed operò durante il periodo della grande transizione, dall'accademismo all'arte contemporanea, con i fermenti, le tendenze e le scuole che fiorirono negli anni a cavallo del '900 e da cui scaturirono tutte le espressioni artistiche attuali. Eppure egli rimase fedele all'impostazione originaria ricevuta, come se nulla accadesse attorno a lui. Fu allievo di Alexandre Cabanel, Édouard Louis Dubufe e Alexis-Joseph Mazerolle nella École nationale supérieure des beaux-arts di Parigi.
Fu ritrattista, paesaggista, pittore di genere, storico e mitologico, illustratore di giornali e di libri. Dipinse a olio, ma non disdegnò il pastello in cui eccelleva.

A partire dal 1878 espose soggetti mitologici classici e di genere al Salon della "Società degli artisti francesi", poi a quello della "Società nazionale di Belle arti", ottenendo due medaglie, nel 1889 e nel 1900.

Fu insignito altresì del titolo di Cavaliere della Légion d'honneur.
Dal 1906 al 1909 partecipò, assieme a Guillaume Dubufe, alla decorazione del Municipio di Saint-Mandé.

Nel 1900 il Presidente del Consiglio di Amministrazione della Compagnia delle Ferrovie "Parigi - Lione e Mediterraneo" gli commissionò un pannello decorativo che rappresentasse il Lago di Bourget, per ornare la Sala dorata del ristorante Le Train Bleu della Gare de Lyon. Quest'opera doveva inserirsi in una decorazione complessiva per la quale furono incaricati altri 26 artisti. Nel 1906 l'atelier di Rosset-Granger si trovava in Avenue de Villier al n° 45.
Rosset-Granger si spense a Parigi nel 1934 all'età di 81 anni.  Riposa nel cimitero dei Batignolles.

## Opere

### Dipinti
- 1881 : Eros
- 1883 : Charmeuse
- 1884 : Orphée
- 1885 : "Nu de femme"
- 1887 : La cueillette des figues, Capri
- 1888 : "Le Sommeil du bébé".
- 1890 : Cache-cache
- 1890 : "Portrait de deux enfants"
- 1893 : Young Girl Chasing Butterfly
- 1895 : L'Espérance
- 1895 : "Femme à la conférence"
- 1896 : "Le Berceau"
- 1896 : "La Souvenance"
- 1896 : "Portrait de Mme R. D."
- 1896 : "Étude"
- 1896 : "Lassitude"
- 1896 : "Tête de jeune paysanne"
- 1896 : "Portrait"
- 1897 : "La Somnambule"
- 1900 : "Le Lac du Bourget"
- 1900 : "Portrait de A. B."
- 1906 : "Portrait de Mt G.S."

- 1906 : "A l'Aube"
- 1906 : "Diverses scènes"
- 1907 : "Le Soir de la vie - Les Noces d'Or"
- 1907 : "Le Soir de la vie -Les Noces d'Or " 2° pannello.
- 1908 : "Portrait du peintre Alfred Agache Pierre (1843-1915)"
- 1910 : "Portrait d'homme"
- 1910 : "L'Arrivée au château"
- 1910 : "Élégante à l'éventail"
- 1910 : "Élégante assise"
- 1910 : "Jeune femme de dos lisant"
- 1911 : "Élégante à Pont-Aven"
- 1911 : "Portrait étude"
- 1911 : "Portrait de Mme M. P..."
- 1914 : "Isabeau"
- 1928 : "Jeune archer" (opera perduta)
- N.D.  : "Théâtre dramatique"
- N.D.  : "Portrait de Jules Dutilleul (1837-1883)" (sindaco di Lilla dal 1877 al 1881)
- N.D.  : "La Vendange et la Cueillette des fruits"
- N.D.  : "Les Hiérodules"
- N.D.  : "Dame dans un escalier" o "Sur le chemin du bal"
- N.D.  : "Une femme nue de dos"
- N.D. : "An early departure"

### Disegni, acquarelli, pastelli
- 1893 : "Jetsam" - Incisione di Paul Victor Avril - Mostra della "Columbia Exposition World's", Chicago USA.
- 1893 : "Jeune fille à la chasse aux papillons" - Incisione, tiratura limitata a 1000 esemplari. Ibidem.
- 1910 : "Jeune femme de profil" - Disegno, acquarello e pastello.
- N.D. : "Les Hiérodule" - Incisione in un'opera stampata.
- N.D. : "Nu à la lampe à pétrole" - Disegno, acquarello e pastello.
- N.D. : "Nature morte à la lecture" - Disegno, acquarello e pastello.

### Illustrazioni
- 1886 : Illustrazioni pubblicate nelle riviste Les Lettres et les Arts 1886
- 1894 : "Gil Blas" pubblicazione di Braun a Parigi, ottobre 1894: "Étude"
- Illustrazioni per "Le Docteur Modeste" di Henri Laujol.

## Esposizioni aiSalon
- 1878 : Salon des artistes français: prima esposizione di Rosset-Granger
- 1881 : Salon des artistes français: "Eros"
- 1887 : Salon des artistes français: " La Cueillette des figues à Capri"
- 1890 : Salon de la "Société nationale des beaux-arts": "Cache-cache"
- 1895 : Salon de la "Société nationale des beaux-arts": "L'Espérance"
- 1896 : Salon de la "Société nationale des beaux-arts": "Le Berceau", "La Souvenance", "Portrait de Mme R. D.", "Lassitude", " Tête de jeune paysanne"
- 1906 : Salon de la "Société nationale des beaux-arts": "Portrait de Mr G.S.",  "A l'Aube"
- 1908 : Salon de la "Société nationale des beaux-arts": "Portrait du peintre Alfred Pierre Agache"
- 1909 : Salon de la "Société nationale des beaux-arts": "Le soir de la vie - Les Noces d'Or"
- 1910 : Salon de la "Société nationale des beaux-arts": "L'Arrivée au château"
- 1911 : Salon de la "Société nationale des beaux-arts": "Portrait de Mme M. P."
- 1912 : Salon de la "Société nationale des beaux-arts": "Portrait,étude"
- 1914 : Salon de la "Société nationale des beaux-arts": "Isabeau"

## Mostre
- 1893 : Columbia Exposition World's a Chicago : "Jetsam", incisa da Paul Victor Avril - "Jeune fille à la chasse aux papillons"
- 1900 : Retrospettiva di ritratti di donna dal 1870 al 1900, Castello di Bagatelle, organizzata dalla "Société nationale des beaux-arts": "Ritratto di A. B.", n°156 del catalogo.

## Musei e monumenti che ospitano le opere
- Gare de Lyon, a Parigi: Salle dorée del ristorante Le Train Bleu
- Museo Granet a Aix-en-Provence: "La Cueillette des figues à Capri"
- Hôtel de Ville di Saint-Mandé: Sei quadri, dal 1906 al 1909
- Hôtel de Ville di Castéra-Verduzan: "Jeune Archer" (opera perduta)
- Museo di belle arti di Marsiglia: "Cache-cache"
- Museo di Belle arti di Digione: "Nu de femme"
- Hôtel de Ville di Lilla: "Portrait de Jules Dutilleul"
- Padiglione Paillard: (oggi Padiglione Élysée-Lenôtre ai Champs Élysées): " La Vendange et la cueillette des fruits" (attualmente introvabile)

## Galleria d'immagini

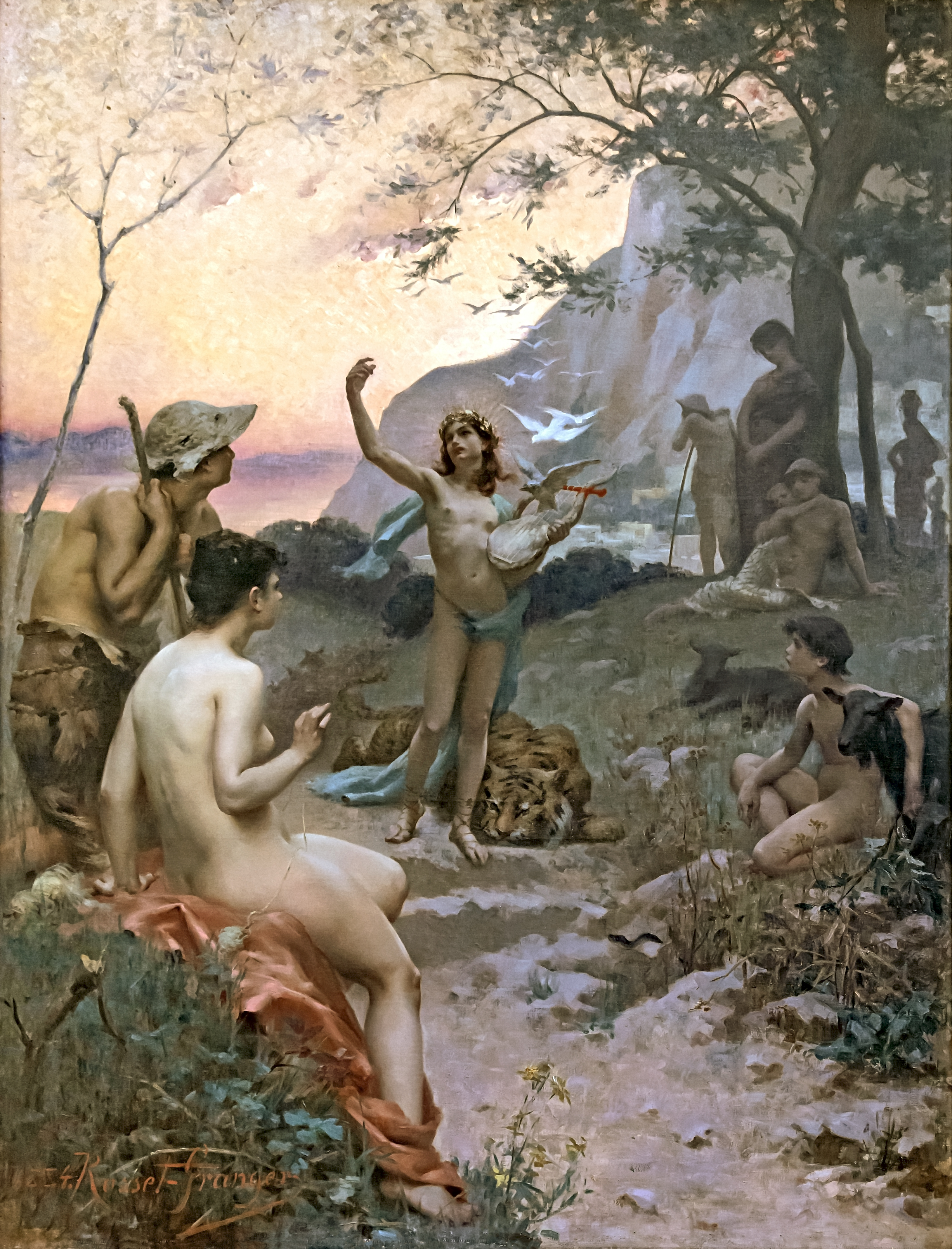
Orphée 1884 Musée des beaux-arts   Carcassonne
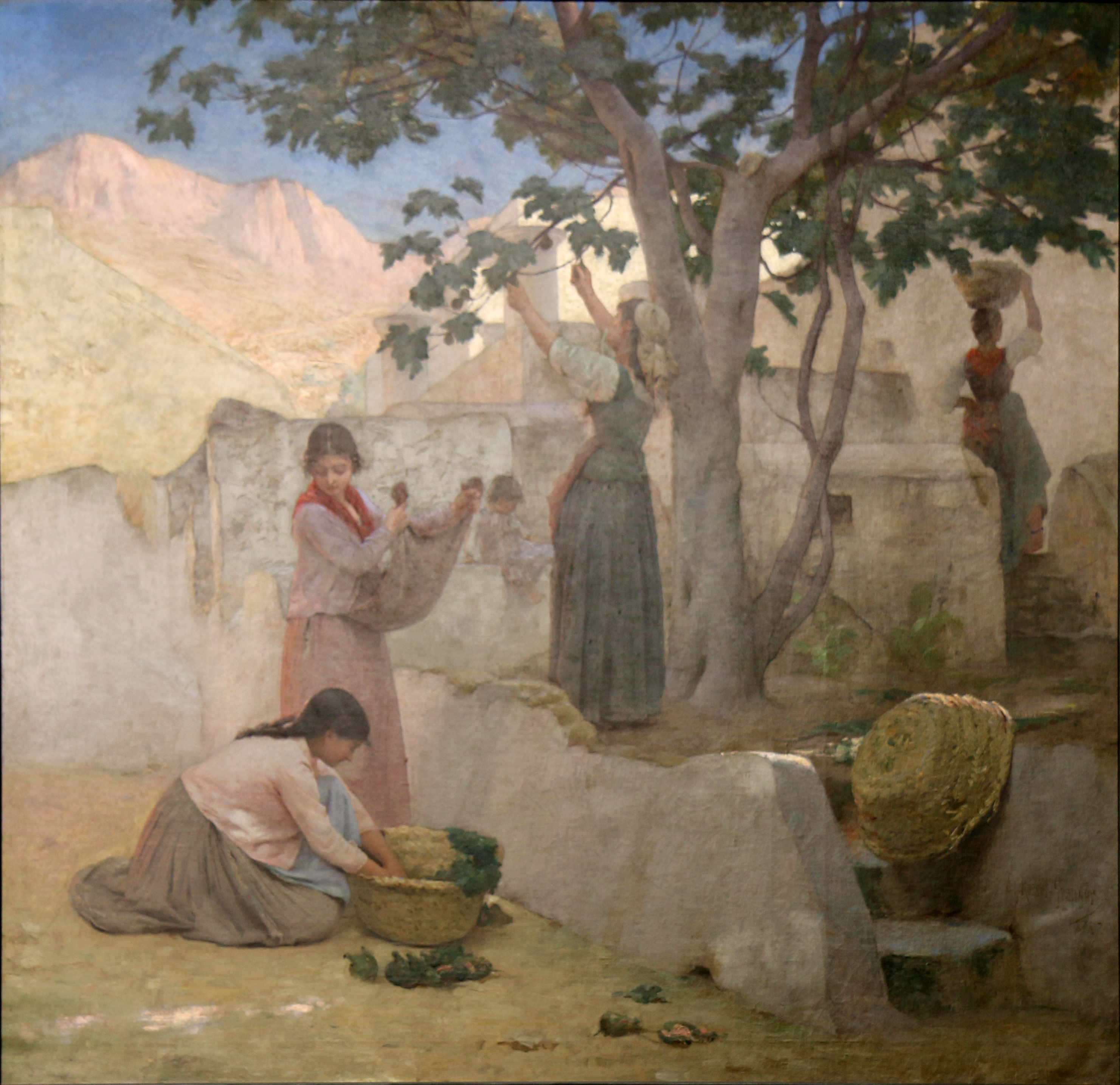
La Cueillette des figues à Capri 1887 Aix-en-Provence, Musée Granet
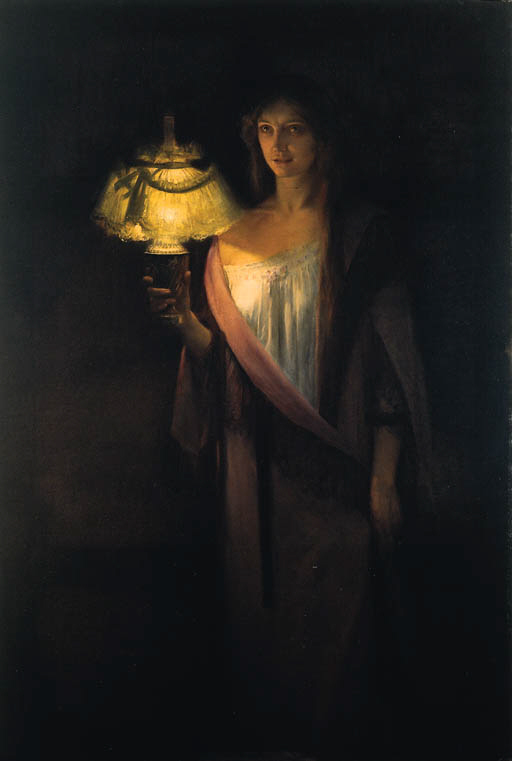
La sonnambula
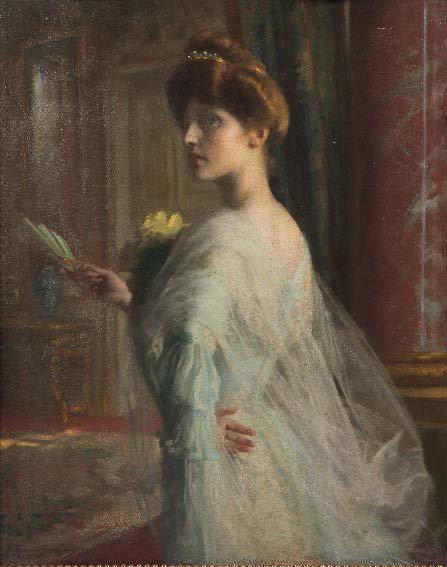
Donna elegante con ventaglio
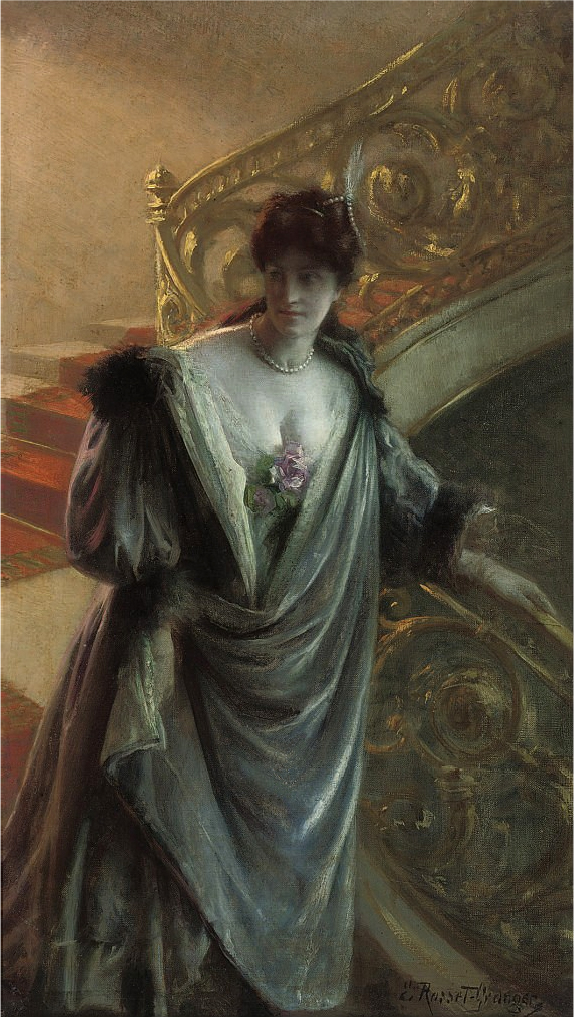
Andando al ballo
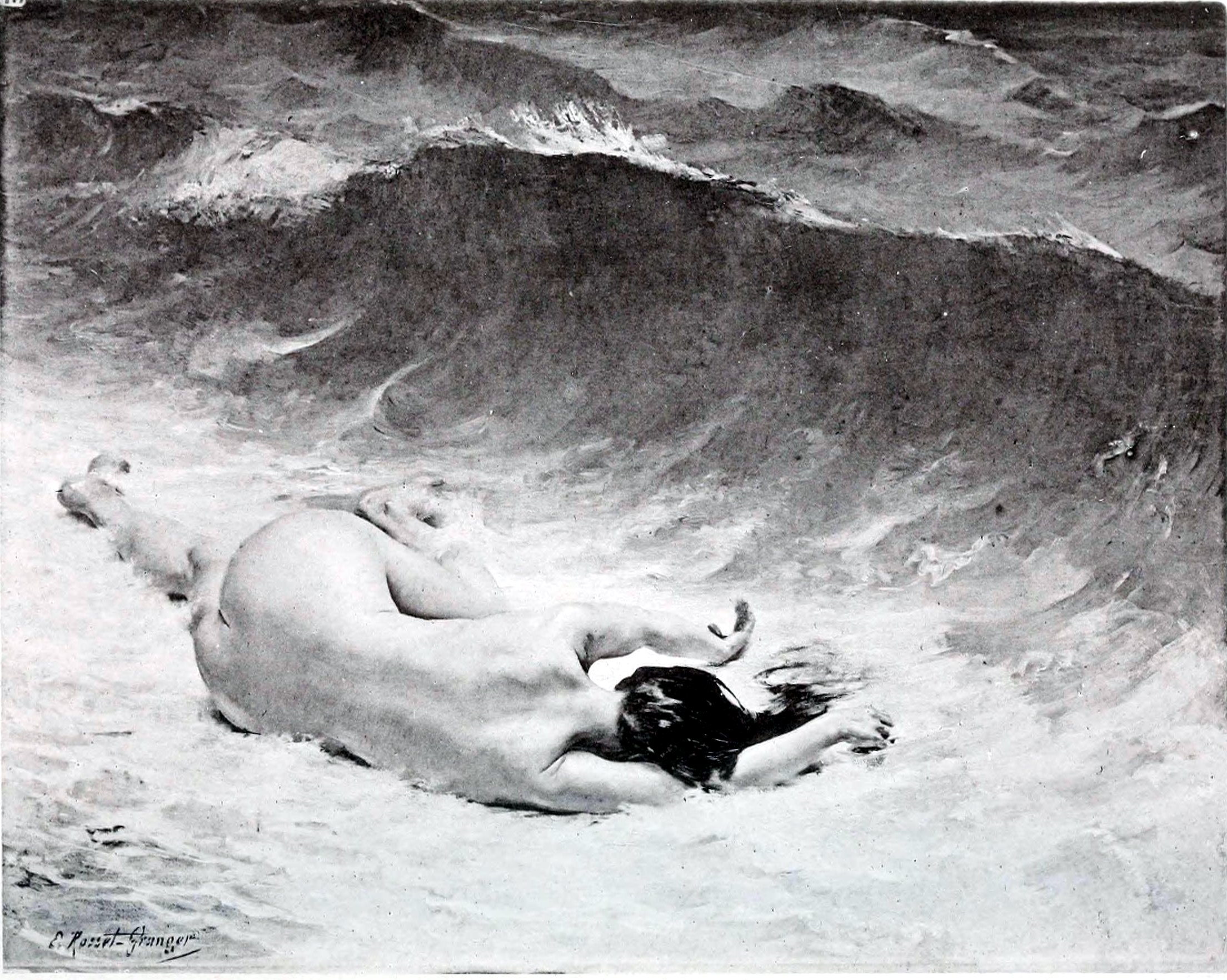
Relitto